# 尿液分析

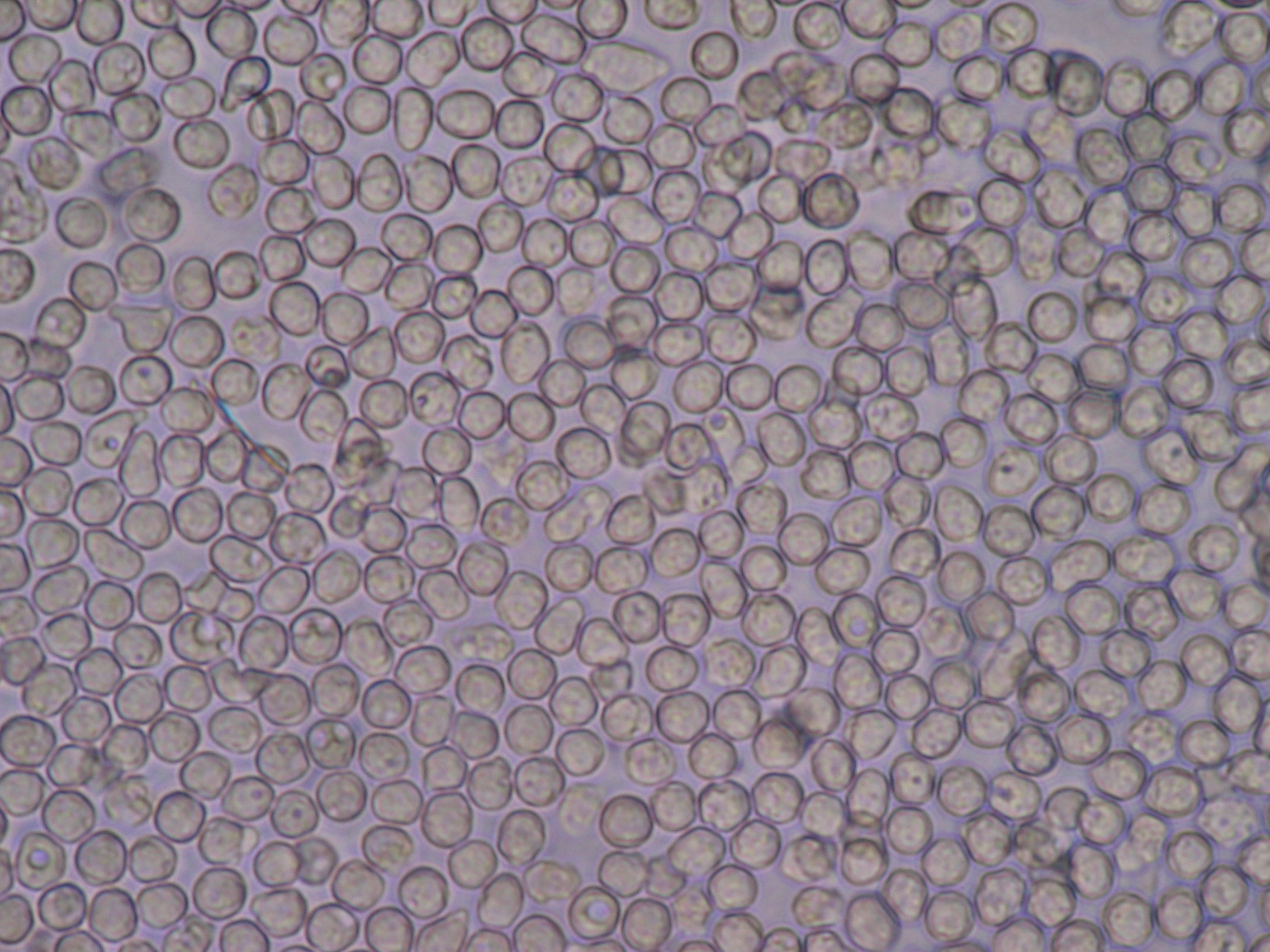
显微镜下在脓尿标本之中所观察的白细胞。

尿液分析，也称为尿常规、尿检（英語：Urinalysis、Clinical urine tests）是针对尿液标本所进行的医学检验项目，是医学诊断过程中最为常用的方法之一。尿液分析是历史最为悠久的医学检验方法之一，可以反映肾脏和泌尿道等方面疾病的严重程度和进展情况。如今，大多数情况下会初步采用尿液分析試紙进行快速、简便而又廉价的尿液分析，确定尿液之中是否存在红细胞、白细胞、蛋白质、亚硝酸盐、葡萄糖以及其他的物质。参见尿液分析组合项目的LOINC代码。

## 尿液检验项目
- 尿液膽紅素：正常不會在尿液裡出現。用於篩檢黃疸發生原因。
- 尿膽素原：篩檢溶血性貧血及肝臟引起的黃疸。0.3~1.0 ehrlich units/小時
- 尿液潛血：正常為陰性。可偵測腎臟疾病、橫紋肌溶解症。
- 尿蛋白：篩檢腎臟疾病及評估其傷害程度。正常值：150mg/day
- 尿液比重：偵測尿液的濃縮能力，了解腎功能。正常值：1.005~1.035
- 尿糖：正常值2~20mg/dl，篩檢糖尿病。
- 尿液酮體：丙酮正常17~42mg/dl，乙醯乙酸2mg/dl。
- 尿液白血球酯：篩檢泌尿道感染
- 尿液亞硝酸鹽：篩檢泌尿道感染。正常為陰性
- 尿液酸鹼值：篩檢泌尿道感染或辨別結石。正常pH值：4.5~8.0（平均6.0）[1]

## 标本的采集与保存

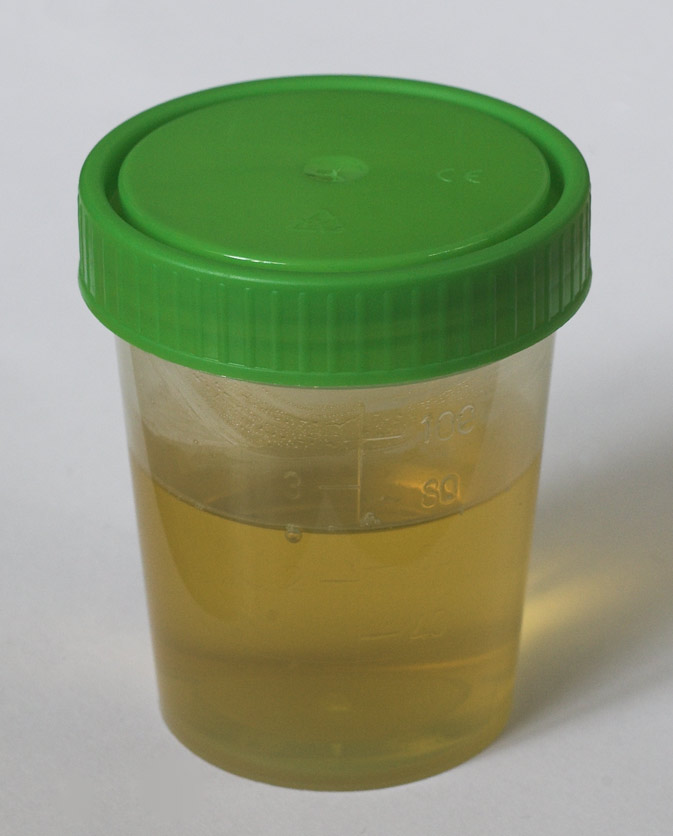
盛有尿液的塑料标本杯。

1. 清晨第一次尿液檢體採集:收集受檢者在睡眠中，尿液留置在膀胱約6~8小時後，在清晨起床所解的第一次尿液檢體，可確認亞硝酸鹽、蛋白質、微生物是否存在。

1. 隨機尿液檢體採集
2. 分次尿液檢體採集
3. 24小時尿液檢體採集

## 物理性质

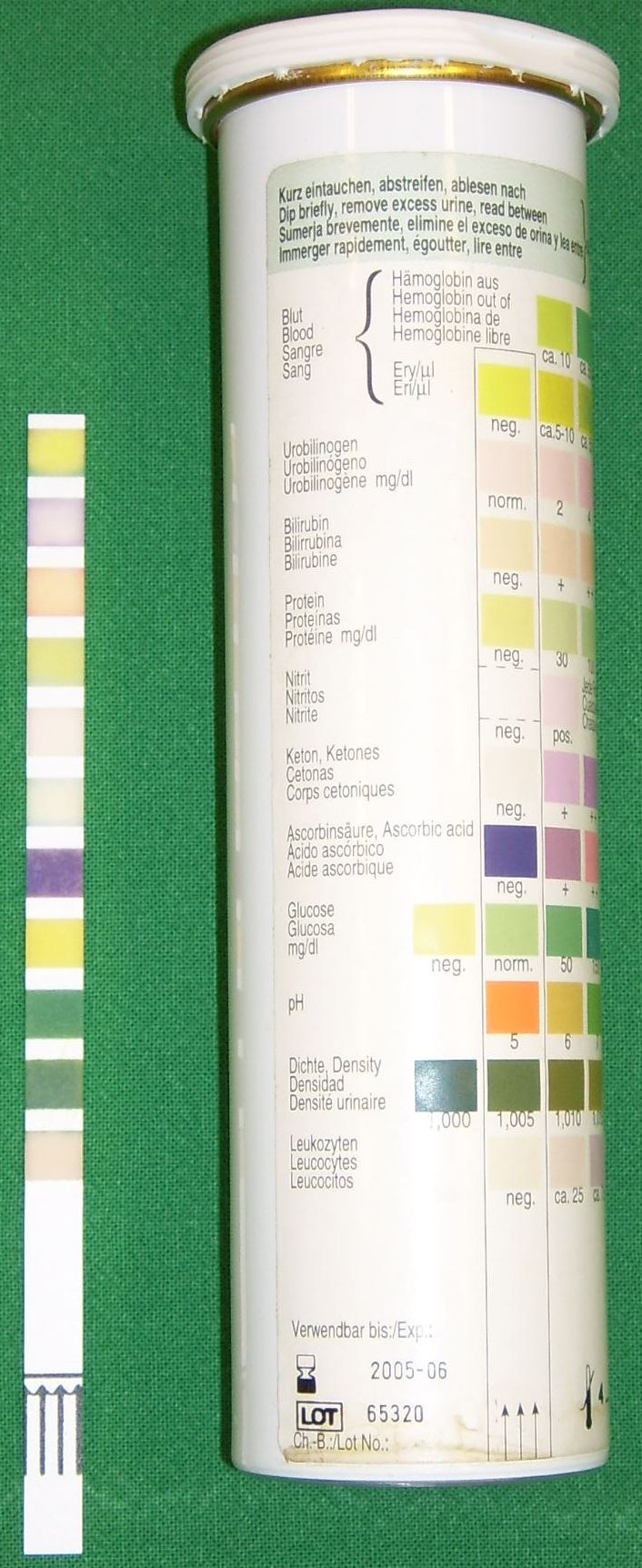
尿液分析试纸条

### 相对密度

#### 比重
1.030

## 化学性质

### 葡萄糖
多數糖尿病患者要進展到相當嚴重才會由尿液排出葡萄糖，若想把握黃金治療期，必須檢驗空腹血糖及糖化血色素。
但是在一些情況下，沒有糖尿病也會有尿糖，例如年齡、心臟衰竭、懷孕、甲狀腺機能亢進、發燒、運動、藥物等影響都會造成尿糖

### 蛋白
健康人的尿液中也含有少量的蛋白質，只有尿蛋白排泄在超過一定量時才能稱為蛋白尿；而健康人也可能因為一些因素而造成暫時性的蛋白尿。
如果利用尿蛋白試紙來測試，由於的靈敏度較差的關係，難以偵測偵測早期蛋白尿、如微量白蛋白尿（微量白蛋白尿是非常初期的腎臟病，此時很容易控制、甚至很有機會逆轉到健康狀態），因此要早期發現蛋白尿，需要用靈敏度更高的方法。
而男性可能會因為尿液混入精液的關係，而出現尿蛋白偽陽性。

#### 24小时蛋白排泄
收集24小時尿液才能準確測定蛋白質排泄是否超量，但要蒐集多次檢體、非常麻煩。

#### 蛋白/肌酐比值
這個比值能夠以單次檢體推估24小時的蛋白排泄。因為雖然一個人每次排尿尿蛋白濃度都有變化，但其蛋白/肌酐比值是很接近

### 酮体

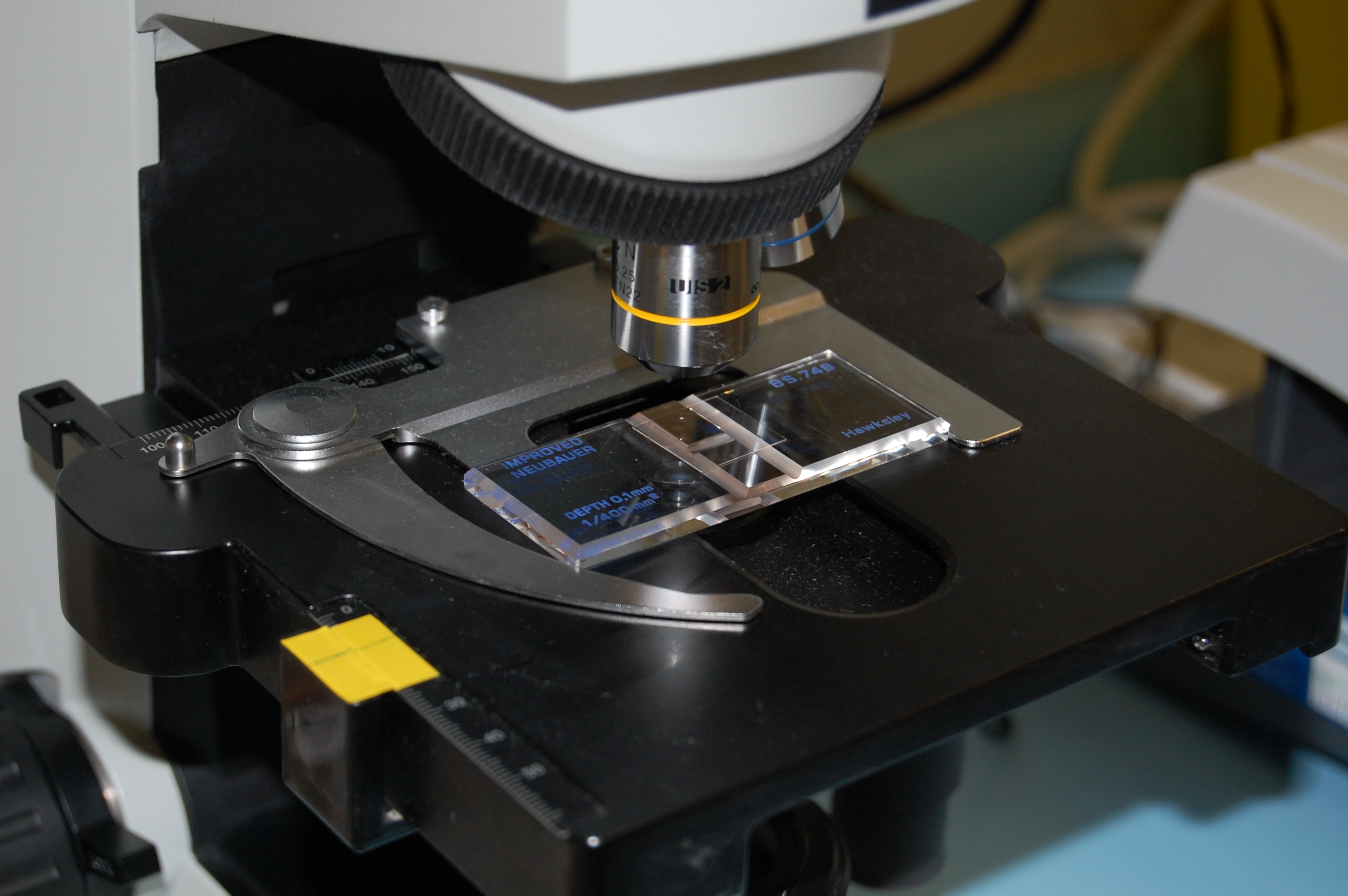
准备采用Neubauer计数池在相差显微镜下检查尿液标本。尿液标本位于盖玻片下。Neubauer计数池的上表面有H形沟槽。

#### 尿蛋白质
0.15g/L

### 细胞

#### 红细胞（红血球）
女性可能會因為月經而造成為偽陽性。

#### 鳞状上皮细胞
鳞状细胞是尿沉渣之中最大的细胞，直径为45～65微米。它们来自尿道或外生殖器。对于女性来说，尿中出现大量的鳞状上皮细胞则是阴道炎症（ Vaginitis ）的一种表现。

## 影片
- 尿液分析的實例介紹 作者：劉惠銘 弘光科大[1]